# Port lotniczy Ilo
Port lotniczy Ilo (IATA: ILQ, IATA: SPLO) – port lotniczy położony w Ilo, w regionie Moquegua, w Peru.